# (12433) Barbieri
(12433) Barbieri (1996 AF4) – planetoida z grupy pasa głównego asteroid okrążająca Słońce w ciągu 4,25 lat w średniej odległości 2,62 j.a. Odkryta 15 stycznia 1996 roku.